# Теппер де Фергюсон, Людвиг-Вильгельм
Людвиг-Вильгельм Теппер де Фергюсон (Louis-Guillaume Ferguson Tepper, Tepper von (de) Ferguson), 18 декабря 1768 — 12 сентября 1838) — музыкант и композитор, учитель музыки и пения. Капельмейстер при русском дворе, учитель музыки великих княжон, сестер императора Александра Первого. В музыковедении и пушкинистике известен прежде всего как преподаватель пения в Императорском Царскосельском Лицее пушкинской поры и автор музыки к лицейской «Прощальной Песне» (1817).

## Происхождение семьи
Фамилия Фергюсон указывает на шотландские корни семьи. В конце 17-го и первой половине 18-го века множество шотландцев-приверженцев Стюартов эмигрировали из Шотландии на континент, и в том числе, в Польшу. Два представителя клана Фергюсонов, дети Вальтера Фергюсона из Инверури на севере-востоке Шотландии, Виллиам и Джордж, приехали в Польшу в 1703 году. Виллиам породнился с семьей Тепперов в 1714 году, женившись на Катарине-Конкордии Теппер из Познани, старшей сестре Петра Теппера (Старшего), преуспевающего купца и банкира. По словам польского исследователя Войцеха Роговского,
Петр Теппер хорошо знал, как разумно использовать богатство, чтобы укрепить своё положение и умножить состояние. Его компании снабжали польскую аристократию и богатое дворянство предметами роскоши, произведенными в Англии, Франции, Голландии и Германии./…/ Петр Теппер был одним из первых основателей современных универсальных магазинов в Варшаве. В его огромном, по тем временам, универсальном магазине на Медовой улице было можно купить почти все, от английских колясок, мебели до писчей бумаги, булавок или редких продуктов, например, английского пива. /…/ Не меньшее значение имело его вхождение в Варшавский «эстаблишмент», чему очень помогли его энергичные действия в Варшавской евангелической общине. Он был основателем церквей и во-многом оживлял религиозную и общественную жизнь города. Многочисленные контакты с королевскими дворами, не только Польским, тоже очень помогали. В его дворце русская миссия снимала этаж. Его дома использовались австрийским посольством в Варшаве.
Виллиам Фергюсон и Катарина-Конкордия Теппер имели троих детей, один из которых, Петер Фергюсон (1732—1794), стал компаньоном Петра Теппера, своего дяди по матери, и в 1767 году был официально усыновлен им, при условии добавления имени Теппер к имени Фергюсон. В 1779 году была подтверждена его принадлежность к шотландскому дворянству, и он получил королевское разрешение на право добавить имя Теппер к своему имени Фергюсон. В ноябре 1790 года Фергюсоны Тепперы получили польское дворянство. Петер Фергюсон Теппер был рыцарем Мальтийского ордена.
В 1763 году Петер Фергюсон Теппер женился Марии-Филиппине Валентин д’Отерив (1733—1792). У них было тринадцать детей, трое из которых умерли в младенчестве.

## Ранние годы
Людвиг-Вильгельм Фергюсон Теппер родился в Варшаве. Он был шестым ребёнком и третьим сыном в семье. Свои ранние годы и юность он провел в роскоши. Дворец Тепперов на Медовой улице в Варшаве запечатлен на картине Бернардо Беллотто (Каналетто) 1770 года из собрания Королевского замка в Варшаве.

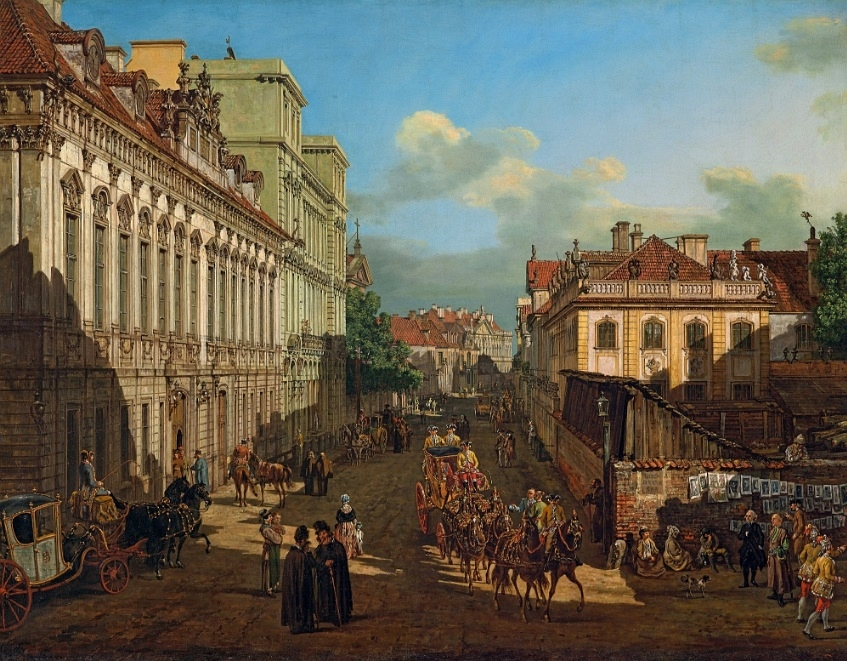
Бернардо Беллотто. Дворец Тепперов на Медовой улице, Варшава

 Гостем дома Фергюсонов Тепперов не раз был король Станислав-Август Понятовский.
Новейшие польские исследования выявили участие Фергюсонов-Тепперов в шотландской политике: после смерти Шарлотты (1753—1789), дочери Чарльза Стюарта (1720—1788), («красавчика принца Чарли», последнего шотландского претендента на английский трон), они приняли под своё покровительство её детей.

### Братья и сестры
Шотландские и польские источники называют имена братьев и сестер Льюиса-Виллиама и дают краткие биографические сведения о них.
Хенрика (Генриетта)-Катарина (р.1763) вышла замуж в 1780 году за Августа-Вильгельма Арндта (Арендта), бухгалтера в банке Тепперов.
Шарлотта-Розина (1764—1784) была в первом браке замужем за бароном d’Axt, прусским министром в Варшаве. Её вторым мужем был М.Милашевич, полковник в русской армии.
Эльжбета (Элизабет)-Дорота (р.1765) вышла замуж в 1783 году за делового партнёра отца, Кароля Шульца, сыгравшего впоследствии роковую роль в разорении и банкротстве Тепперов.
Пьер-Шарль (1766—1817) женился на Marie Henriette Bouè, дочери влиятельного гамбургского банкира Pierre Boue (1738—1802). Известный французский ботаник и геолог Ami Boué (1794—1881) был племянником Марии-Генриетты.
Филипп-Бернар (1767—1829). Был записан в Измайловский полк. В 1786 году посетил Шотландию и получил почетное гражданство города Эдинбурга. Умер в Варшаве и был похоронен на Евангелическом кладбище.
Даниель-Фредерик (р.1772).
Анна-Малгожата (р.1775)вышла замуж в 1792 году за шляхтича Яна Володковича. Во втором браке — Анна Ворселл.
Изабель-Тереза (р.1778). Вышла замуж за управителя прусских земель графини Браницкой. Умерла в Италии.
Отто-Вальтер (1779—1797).

### Образование
Людвиг-Вильгельм учился в 1781—1783 годах в Военной Академии герцога Карла-Евгения Вюртембергского в Штутгарте. Продолжил образование в Страсбургском университете (1783—1789), где в 1789 году представил диссертацию «Poloniam imperio Romano Germanico nunquam subjectam». Argentoratum, [1789].

### Начало карьеры
В 1791 году исполнял обязанности секретаря первой польской дипломатической миссии в Испании. Зимой 1791—1792 года был секретарем польской миссии в Дрездене, имевшей своей целью предложение польской короны саксонскому курфюрсту в соответствии с положениями Конституции 3 мая 1791 года.
Банковский кризис 1793 года стал причиной разорения и краха семьи. В июне 1793 года Теппер покинул Польшу. После нескольких месяцев, проведенных в Страсбурге, прибыл в Вену, где прожил больше двух лет. Предпринял несколько неудачных попыток зарабатывать средства к существованию, исполняя секретарские обязанности. Только потеряв всякую надежду, он обратился к карьере композитора (для которой, однако, ему не хватало образования и знаний) и учителя музыки. Первые музыкальные сочинения, напечатанные в Вене, он сам не считал удачей.
Летом 1796 года переехал в Гамбург, где опубликовал кантату для хора на слова «Оды к радости» Ф. Шиллера.
Осенью 1797 года прибыл в Петербург.

## В России

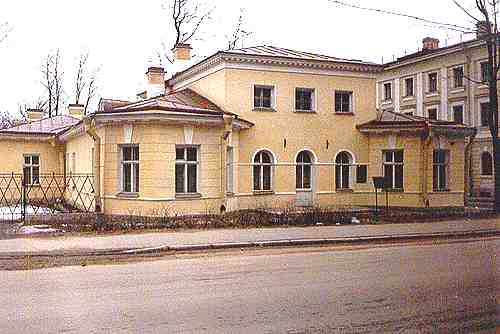
Дом Теппера в Царском Селе. Современный вид

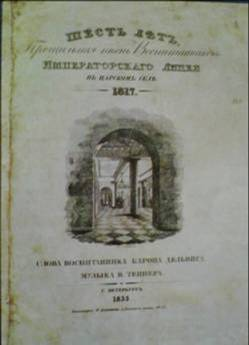
«Шесть лет». Прощальная песнь воспитанников Императорского Царскосельского Лицея

Теппер провел в Петербурге 24 года и завоевал репутацию популярного и уважаемого педагога, композитора и исполнителя. Он давал уроки музыки — среди его учениц была Каролина Ивановна Цизмер, мать академика Я. К. Грота. В 1800 году стал придворным капельмейстером, сменив на этом посту Джузеппе Сарти. Написал маленькую оперу «Эйленшпигель» на либретто Августа Коцебу и оперу «Эрминия» на либретто шевалье де Гастона. Преподавал музыку великим княжнам Елене, Марии, Екатерине и Анне, а с 1804 года — великому князю Николаю. В 1811—1812 годах давал уроки музыки императрице Елизавете Алексеевне.
С 1802 года — член Петербургского Филармонического Общества. Принимал участие в первых исполнениях оратории Йозефа Гайдна «Сотворение мира» и в других концертах Филармонического Общества. В апреле 1812 года в Филармоническом Обществе была исполнена оратория самого Теппера «Te Deum».
В 1809 году приобрел дом в Царском Селе (дом Теппера де Фергюсона, сохранился) и с 1816 года жил в Царском Селе постоянно.
С 1816 года, по просьбе второго директора Императорского Царскосельского Лицея Е. А. Энгельгардта, бесплатно преподавал пение в Лицее, не состоя формально лицейским преподавателем. По воспоминаниям М. Корфа,«в его классе соединялись оба курса лицея, старший и младший, что иначе ни на лекциях, ни в рекреационное время никогда не бывало». Создал лицейский хор, о котором многие воспитанники оставили теплые воспоминания.
Его дом был открыт для лицейских воспитанников, где «каждый вечер собирались по нескольку человек, пили чай, болтали, занимались музыкой и пением». На этих вечерах бывали Александр Пушкин, Михаил Яковлев, Модест Корф, Семен Есаков, Антон Дельвиг, Вильгельм Кюхельбекер.
В августе 1817 года Теппер был зачислен на штатную должность учителя музыки в Лицейский Благородный пансион. Он писал музыку к лицейским спектаклям; к освящению Евангелической церкви в Царском Селе (1818).
В музыкальных собраниях Петербурга, Вены, Гамбурга, Веймара хранится несколько десятков его музыкальных произведений. Посвящения к некоторым из них подтверждают его позицию в Петербургском светском обществе: великой княгине Марии Павловне; княгине Голицыной, урождённой Вяземской; княгине Куракиной, урождённой графине Головиной; графине Мнишек, урождённой графине Замойской. Обращает на себя внимание посвящение мадам Пестель, урождённой Крок, матери декабриста Павла Пестеля. Наиболее известным его произведением стала музыка к «Прощальной песне» воспитанников первого курса (1817) на слова Антона Дельвига.
В 1802 году Теппер женился на Жанне-Генриетте Севериной, дочери петербургского финансиста, и через неё породнился с семьей придворного банкира Иосифа Вельо, дочь которого, Жозефина, воспитывалась в семье Теппера.

### Последние годы
В 1819 году Теппер отправился с семьей в заграничное путешествие, во время которого в Париже трагически погибла Жозефина Вельо (1820), а в Дрездене после тяжелой болезни умерла жена (1823). Теппер вернулся в Царское Село на короткое время, но в мае 1824 года навсегда покинул Россию. 5 августа 1824 года в Париже он женился на Марии-Катерине-Аделаиде Канель (Marie Catherine Adelaide Canel, 1790—1834) и умер в Париже в 1838 году.
1. An die Freude, Hamburg,1796;
2. Deux Sonates pour le Forte piano avec accompagnement d’un Violin obligé composées et dédiées à S. E. Madame la Comtesse Mniszek née Comtesse Zamoyska. Op. V. SPb. Ок. 1797;
3. Six Romances Francais composées et dediées à Madame la Princesse Galitzin née Comtesse de Schouwaloff. Op.VII. SPb.1797;
4. Variations Sur une Romance de la composition de Mademoiselle S. de K. (cinq ans y a que connais ma Delphine).Op.IX. Ок. 1800;
5. Neuf Variations sur l’air God save the King &c pour le clavecin ou forte piano. Op.X,No2.Hamburg, Ок.1800;
6. Neuf Variations sur l’air de la Pastorale de Nina de Paesiello pour Le Clavecine ou Forte Piano. Op.XI. 1800;
7. Sonate à quatre mains composée et dediée à S. A. J. Madame la Grande Duchesse Anna Feodorowna. Op. XVIII. Spb, Ок.1800.
8. Zwölf deutsche Lieder von den besten Dichtern. Hamburg, 1798;
9. Deux Ouvertures de Mozart arrangees pour le Clavecin pour Madame la grande Duchesse Helene Pawlowna, princesse häreditaire de Mecklenbourg. 1800-1801.
10. Опера «Herminie» на слова шевалье де Гастона. Ок. 1798.
11. Romance de l’opera Une folie de Mehul variée tres humblement. Ок.1800;
12. Variations sur l’air loin de toi ma Felicie / composées et dediées à Madame la Princesse Galizin née Princesse Wiazemski. Ок.1800.
13. Variations sur une romance de la composition de Madame la Princesse Kourakin née Comtesse Golowin.Ок.1800;
14. Variations Sur un air de danse de Monsieur l’abbé Vogler / composées et dediées à Madame A. E. De Pestel, née de Kroock.Ок.1800;
15. Опера «Eulenspiegel» на либретто Августа Коцебу. 1800.
16. Une Danse Cosaque : mise en Variations.
17. Te Deum, 1812.
18. Шесть лет. Прощальная песнь воспитанников Императорского Лицея в Царском Селе. На слова Антона Дельвига. 1817, СПб. 1835;
19. Гимн на освящение евангелической церкви в Царском Селе (на слова В. А. Эртеля). 1818.
20. La Pauvre Laure. Romance. Paroles de M*** Paris. c.1825.